# Понтификат
Понтификат (на латински: Pontificatus) според съвременното разбиране на този термин, е периодът на управление на папата – от деня на интронизацията му, след като е избран от конклава, до момента, в който той престава да бъде папа поради смърт или абдикация.
Титлата е заимствана от титлата на най-висшия свещенослужител на Римската империя, наричан понтифекс максимус (в превод Велик Понтифекс; Понтифекс – букв. „Строител на мостове“, т.е. „жрец“). През 12 г. пр.н.е. тази титла се използва изключително от императорите. От 376 г. до днес титлата Велик Понтифекс се носи от папата, а периодът на папството му се нарича понтификат.

## Папи с най-дълготраен понтификат
1. Пий IX (1846 – 1878): 31 години, 7 месеца и 23 дни (11 560 дни).
2. Йоан Павел II (1978 – 2005): 26 години, 5 месеца и 18 дни (9666 дни).
3. Лъв XIII (1878 – 1903): 25 години, 5 месеца и 1 ден (9281 дни).
4. Пий VI (1775 – 1799): 24 години, 6 месеца и 15 дни (8962 дни).
5. Адриан I (772 – 795): 23 години, 10 месеца и 25 дни (8729 дни).
6. Пий VII (1800 – 1823): 23 години, 5 месеца и 7 дни (8560 дни).
7. Александър III (1159 – 1181): 21 години, 11 месеца и 24 дни (8029 дни).
8. Свети Силвестър I (314 – 335): 21 години, 11 месеца и 1 ден (8005 дни).
9. Свети Лъв I (440 – 461): 20 години, 11 месеца, и 13 дни. (7713 дни).
10. Урбан VIII (1623 – 1644): 20 години, 11 месеца и 24 дни (7664 дни).

## Папи с най-краткотраен понтификат
Извън списъка е папа Стефан II, избран на 23 март 752 г., умира от удар на 26 март същата година, тоест 3 дни след избора си, но преди да е бил коронован. През 1961 г. е изваден от списъка на папите.
1. Урбан VII – от 15 до 27 септември 1590 г., 13 календарни дни.
2. Бонифаций VI – април 896 г., 16 календарни дни.
3. Целестин IV – от 25 октомври до 10 ноември 1241 г., 17 календарни дни.
4. Теодор II – декември 897 г., 20 календарни дни.
5. Сисиний – от 15 януари до 4 февруари 708 г., 21 календарни дни.
6. Марцел II – от 9 до 30 април 1555 г., 22 календарни дни.
7. Дамас II – от 17 юли до 9 август 1048 г., 24 календарни дни.
8. Пий III – от 22 септември до 18 октомври 1503 г., 27 календарни дни.
9. Лъв XI – от 1 до 27 април 1605 г., 27 календарни дни.
10. Бенедикт V – от 22 май по 23 юни 964 г., 33 календарни дни.